# Devil's Night (D12)
Devil's Night is het debuutalbum van de Amerikaanse rapformatie D12 en is uitgebracht op 19 juni 2001.
De titel is een verwijzing naar de gelijknamige Amerikaanse uitdrukking voor de nacht voor Halloween, die voornamelijk in de regio van Detroit gebruikt wordt.
Op de CD zijn de volgende nummers te horen:
1. Another Public Service Announcement
2. Shit Can Happen
3. Pistol Pistol
4. Bizarre (Skit)
5. Nasty Mind
6. Ain't Nuttin' But Music
7. American Psycho
8. That's How (Skit)
9. That's How...
10. Purple Pills
11. Fight Music
12. Instigator
13. Pimp Like Me
14. Blow My Buzz
15. Obie Trice (Skit)
16. Devils Night
17. Steve Berman (Skit)
18. Revelation